# Мариама Ба
Мариама Ба (17 април 1929 – 17 август 1981) е сенегалска писателка и феминистка, чиито романи на френски език са преведени на повече от дузина езика.

## Биография
Ба е родена през 1929 г. в Дакар, Сенегал, в образовано и заможно сенегалско семейство с етническа принадлежност Лебу. Баща ѝ е държавен служител в кариерата, който става един от първите държавни министри. Той е министър на здравеопазването през 1956 г., докато дядо ѝ е преводач във френския окупационен режим даде възможност да продължи да учи след време ги убеди. След смъртта на майка си, Ба е до голяма степен отгледана по традиционен начин от баба и дядо по майчина линия. Тя получава ранното си образование на френски език, като в същото време посещава училището в Коранич.
В учителски колеж със седалище в Руфиск (предградие в Дакар) тя печели първата награда на приемния изпит и постъпва в École Normale. В тази институция тя беше подготвена за по-късна кариера като учител в училище. Директорът на училището започва да я подготвя за приемния изпит през 1943 г. за учителска кариера, след като забелязва интелекта и способността на Ба. Преподава от 1947 до 1959 г., преди да премине в Регионалния инспекторат по преподаване като образователен инспектор.
По-късно Ба се омъжва за член на парламента от Сенегал, Обе Диоп-Тал, но се развежда с него и е оставена да се грижи за деветте им деца. Ба беше виден студент по право в училище. По време на периода на колониалната революция и по-късно момичетата се сблъскват с множество препятствия, когато искат да имат висше образование. Бабата и дядото на Ба не са планирали да я обучават след началното училище. Настояването на баща ѝ да ѝ даде възможност да продължи обучението в крайна сметка ги убеждава.
Нейното разочарование от съдбата на африканските жени е изразено в първия ѝ роман Une si longue lettre (1979; преведено на английски като So Long a Letter). В тази полуавтобиографична епистоларна творба Ба показва тъгата и примирението на жена, която трябва да сподели траура за покойния си съпруг с втората си, по-млада съпруга. Тази кратка книга е отличена с първата награда Noma за издателство в Африка през 1980 г.
Ба умира една година по-късно след продължително заболяване, преди публикуването на втория си роман „Un Chant écarlate“ („Алена песен“), която е любовна история между двама влюбени звезди от различни етични среди, борещи се срещу тиранията на традицията.

## Произведения
- Une si longue lettre (1979)
- La fonction politique des littératures Africaines écrites (1981)
- Un Chant écarlate (1986)